# Os Caçulas
Os Caçulas é um grupo vocal brasileiro formado em 1962 no programa Clube Papai Noel da TV Tupi.
Composto por Alvinho (Álvaro Damasceno), Vera Lúcia Carvalho, Yara Coelho (Yara Pereira Mattos) e Gilberto Santamaria (nasceu em 1951 e faleceu em 1990 com 39 anos), gravaram um compacto em 1967. No ano seguinte foram contratados pela RCA Victor e gravaram seu primeiro álbum, homônimo. 
Em 1969, Gilberto saiu do grupo para se dedicar à carreira solo e Mário Marcos (irmão de Antônio Marcos) o substituiu. No mesmo ano, gravaram o segundo disco, também homônimo, que foi premiado pelo Troféu Chico Viola pela música "Prá Você".
O grupo se desfez em 1970. Em 2003, o selo Baratos Afins relançou os dois álbuns do grupo.